# Arne Tiselius
Arne Wilhelm Kaurin Tiselius (10. srpna 1902 Stockholm – 29. října 1971 Uppsala) byl švédský biochemik, který v roce 1948 získal Nobelovu cenu za chemii za „výzkum elektroforézy a adsorpční analýzy“.
Studoval chemii na Uppsalské univerzitě. V roce 1925 se stal výzkumným asistentem v laboratoři Theodora Svedberga a v roce 1930 získal doktorát za studium elektroforézy a bílkovin.
Byl ženatý a měl dvě děti. Zemřel v roce 1971 na infarkt myokardu.